# 谢元甫
谢元甫（1887年—1951年），男，祖籍广东，生于夏威夷檀香山，中国泌尿外科学家，曾任北京协和医学院教授、北京医学院教授。